# Small Planet Airlines
Small Planet Airlines var et flyselskab fra Litauen der fløj charterflyvninger for europæiske rejsearrangører. I Danmark har Forsvaret tidligere benyttet Small Planet til flyvninger mellem Roskilde, Karup og Camp Bastion i Afghanistan.[kilde mangler]

## Historie
Selskabet blev grundlagt i 2008 under navnet FlyLAL Charters og var et datterselskab af det nationale flyselskab i Litauen, FlyLal. Small Planet Airlines er i dag ejet af Avia Solutions Group.
I juli 2010 skiftede selskabet navn til det nuværende.

## Flåde
Small Planet Airlines flyflåde består af følgende fly (den 21. februar 2011):